# Corey Wootton
(en) Statistiques sur pro-football-reference
Corey A. Wootton (né le 22 juin 1987 à Rutherford) est un joueur américain de football américain. Il joue actuellement avec les Bears de Chicago.

## Enfance
Natif de Rutherford, Wootton joue à la Don Bosco Preparatory High School à Ramsey.

## Carrière

### Université
Wootton choisit d'étudier à l'université Northwestern. Sa première saison en 2005 est difficile à cause d'une blessure au genou. En 2006, il bat des records defensif de l'université, dépassant Hudhaifa Ismaeli qui avait fait sa meilleure saison en 1995. En 2007, il finit second de l'équipe avec trente-neuf tacles. En 2009, il s'inscrit pour le draft de la NFL de la saison suivante.

### Professionnelle
Corey Wootton est sélectionné au quatrième tour du draft de la NFL de 2010 par les Bears de Chicago au 109e choix. Le 20 décembre 2010, il fait son premier sack contre les Vikings du Minnesota en plaquant le vétéran Brett Favre. Il rentre au cours de six matchs lors de sa saison en tant que rookie, effectuant trois tacles.